# Mitterfirmiansreut

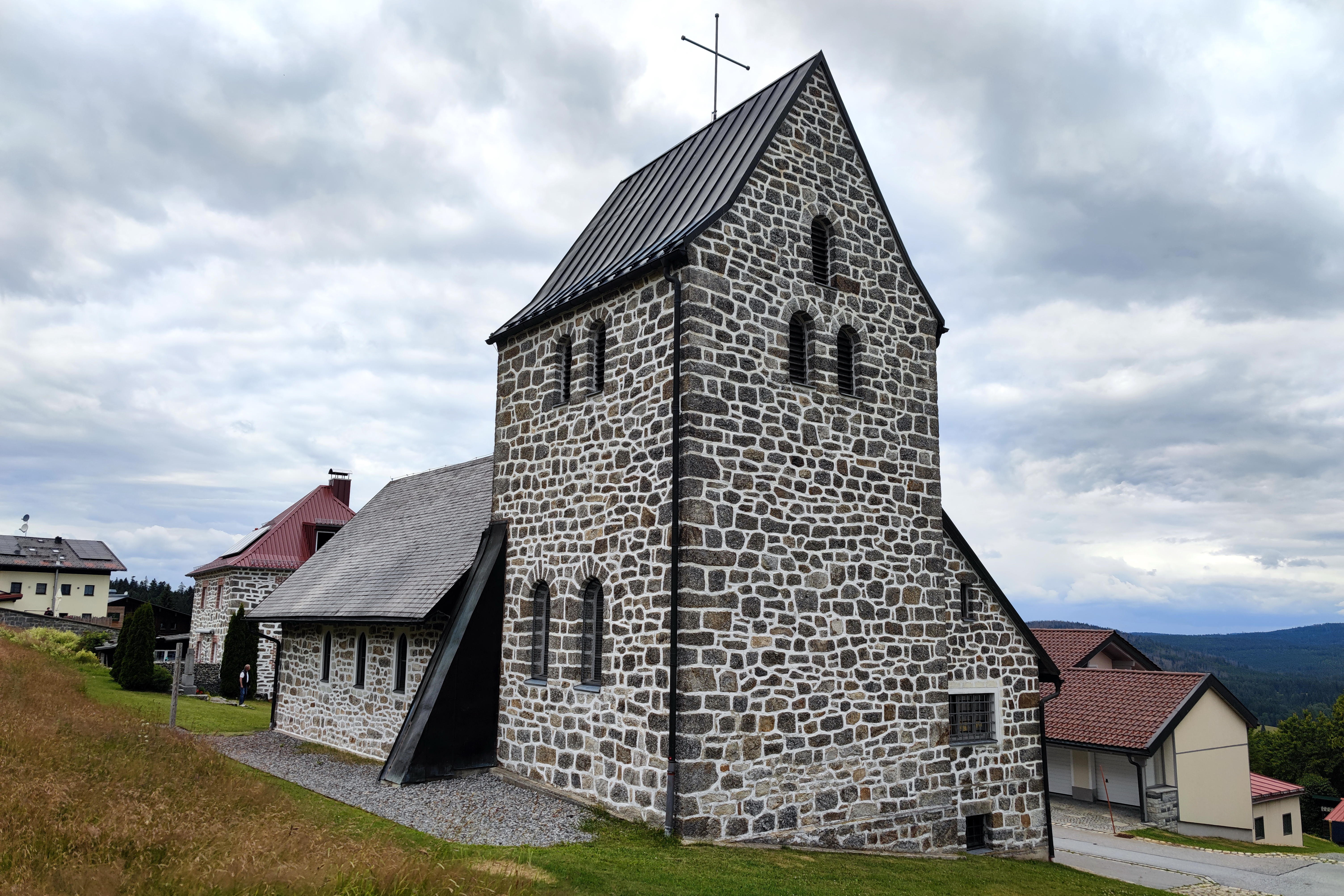
Katholische Expositurkirche St. Joseph

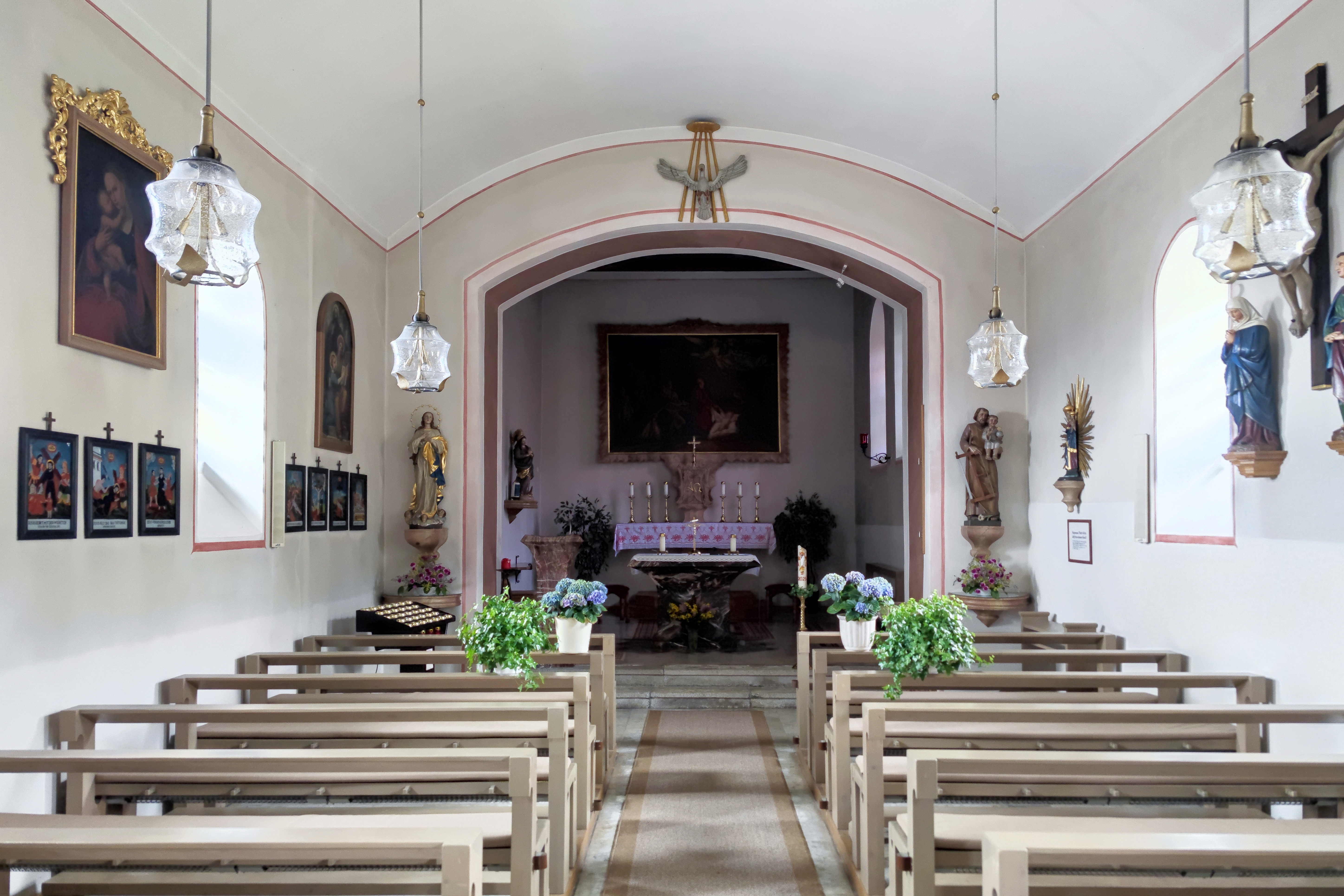
Katholische Expositurkirche St. Joseph: Innenraum

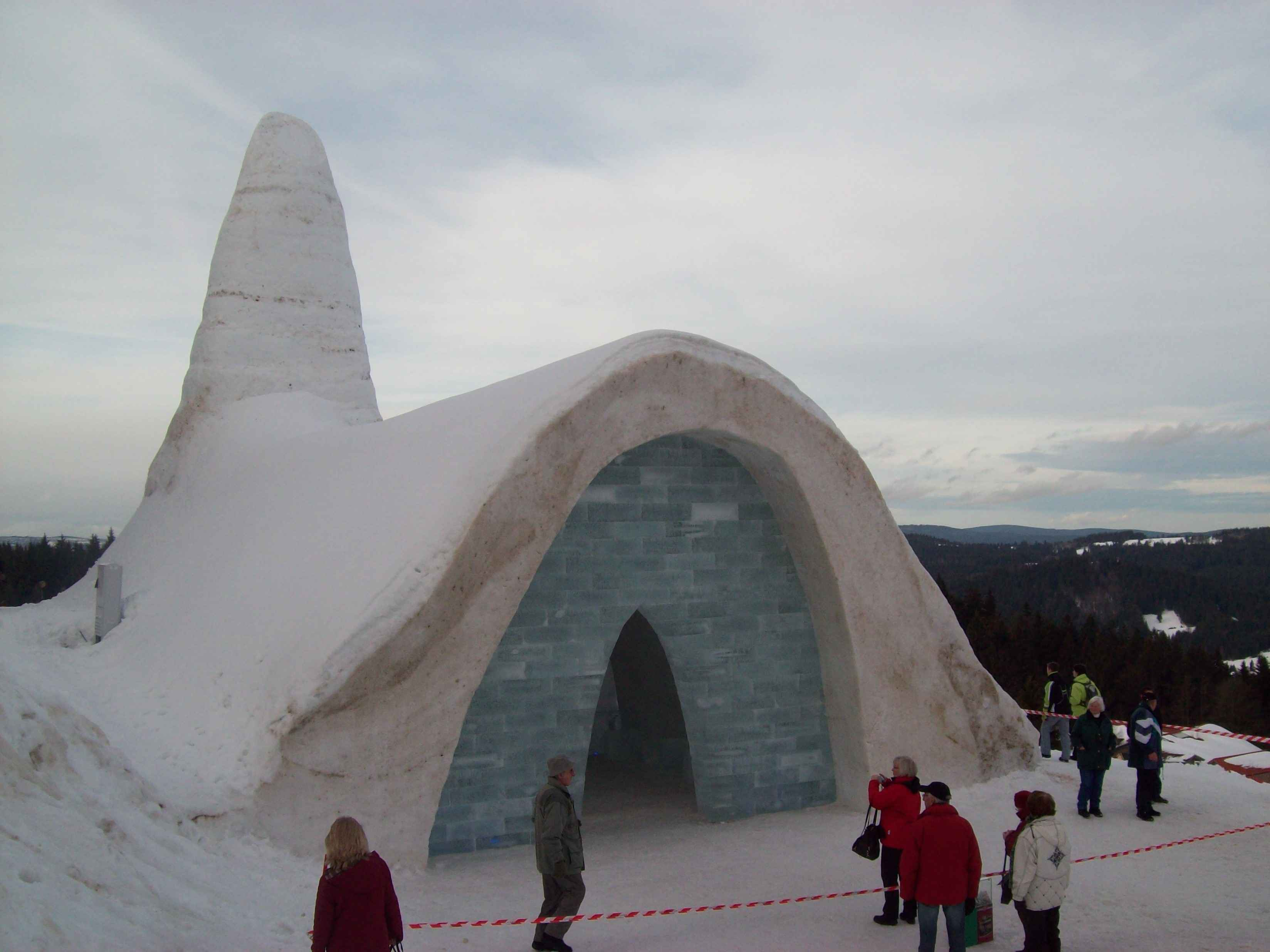
Die Schneekirche von 2011

Mitterfirmiansreut (volkstümlicher Ortsname Mitterdorf) ist ein Gemeindeteil der Gemeinde Philippsreut im Landkreis Freyung-Grafenau.

## Lage
Mitterfirmiansreut liegt in einer Höhenlage von 1037 Metern und ist damit das höchstgelegene Dorf im Bayerischen Wald und eines der höchstgelegenen in Deutschland. Es liegt etwa drei Kilometer nordwestlich von Philippsreut und etwa drei Kilometer östlich von Mauth an der Staatsstraße 2130. Der Ort liegt direkt auf der Elbe-Donau-Wasserscheide.

## Geschichte
Mitterfirmiansreut ist eine Gründung des Passauer Fürstbischofs Leopold Ernst Graf von Firmian. Im Vordergrund stand dabei die Grenzsicherung des Hochstifts Passau gegen Böhmen. Gegen den Widerstand des Glasherren Franz Hilz von Neuhütte, der die Waldflächen als Aschenwälder oder Glashüttenstandort reserviert haben wollte, veröffentlichte die Hofkammer in Passau am 7. September 1764 ein Dokument, welches äußerst genau das planmäßige Aufteilungsverfahren für insgesamt 18 Neusiedler beschreibt. Der Fürstbischof fügte eigenhändig hinzu, dass der Plan „in allen stücken Unseren vollkommenen Beyfahl“ fand. Die Siedlungswilligen dieser „Firmiansreither Dörfer“ (Vorderfirmiansreut: 6 Siedler, Mitterfirmiansreut: 7 Siedler, Hinterfirmiansreut: 5 Siedler) kamen alle aus der nächsten Umgebung (Bischofsreut, Herzogsreut, Philippsreut). Die Siedlungspioniere der Waldhufendörfer erhielten in Mitterfirmiansreut 14 %, in Hinterfirmiansreut 16 % und in Vorderfirmiansreut 18 % der Ortsflur.
Nach der Säkularisation in Bayern und Gemeindebildung kam Mitterfirmiansreut zur Gemeinde Annathal. Auf eine Bitte des Mauther Pfarrkurats Joseph Meßner vom 22. Juni 1809 wurde eine Notschule eingerichtet. Nun folgten langjährige Bemühungen um eine ordentliche Schule, es gab aber auch Widerstand wegen der befürchteten zusätzlichen Belastungen. Am 16. Dezember 1852 wurde die neue Schule Mitterfirmiansreut eröffnet.
Die Unterrichtsbedingungen waren äußerst schwierig, so dass es zu einem ständigen Lehrerwechsel kam. Von September 1893 bis Oktober 1894 wurde ein neues, größeres und komfortableres Schulhaus erbaut, während das bisherige Schulgebäude zur Versteigerung gelangte. 
In kirchlicher Hinsicht gehörte Mitterfirmiansreut zur Pfarrei Mauth. Am 11. August 1907 wurde im Schulhaus von Mitterfirmiansreut die Gründung eines Kirchenbauvereins beschlossen. Im März 1911 wurde eine Schneekirche errichtet, und zu Hunderten gelangten Fotos der Schneekirche mit Spendenaufrufen in die Welt. Doch der Erste Weltkrieg und die folgende Inflation verzögerten den Kirchenbau. Von 1923 bis 1925 wurde die heutige Kirche erbaut, und am 20. November 1930 erfolgte die Gründung der Expositur Mitterfirmiansreut. Im selben Jahr wurde der Friedhof seiner Bestimmung übergeben. 1932 konnte die Kirche vergrößert werden.
Als mit Wirkung vom 1. Januar 1946 die Gemeinde Annathal aufgelöst wurde, kam Mitterfirmiansreut zur Gemeinde Philippsreut. 1964 wurde östlich des Ortes der erste Skilift mit Dieselmotorantrieb erbaut. Mit der Anlage eines Liftes in der Nähe der Kirche im Jahr 1965 begann die Erschließung des Almberges für den Wintersport. 1967 wurde der 1200 Meter lange „Große Almberglift“ gebaut, 1971 der „Almwiesenlift“. 1970 wurde der erste große Fremdenverkehrsbetrieb eröffnet, dem weitere folgten. 
Mit Rechtsverordnung vom 16. Juni 1969 löste die Regierung von Niederbayern zum 1. August dieses Jahres die Volksschule Mitterfirmiansreut auf. Ein Jahr war Mitterfirmiansreut noch Schulort der Teilschule Philippsreut, am 22. Juli 1970 war der letzte Schultag in Mitterfirmiansreut. Das Schulhaus wurde 1971 verkauft und zum Hotel Sportalm umgestaltet.
Für die Speisung der Beschneiungsanlage des örtlichen Wintersportzentrums wurde 2010 der Almbergsee angelegt. Am 28. Dezember 2011 weihte Dekan Kajetan Steinbeißer eine neue Schneekirche.

## Vereine
- Am 17. Januar 1904 erfolgte die Gründung der Freiwilligen Feuerwehr Mitterfirmiansreut.
- Anfang 1963 wurde der Wintersportverein (WSV) Mitterfirmiansreut ins Leben gerufen.
- Eine Frau und zehn Männer gründeten am 11. Januar 1964 den Schützenverein Edelweiß Alm Mitterfirmiansreut.
- Am 24. Oktober 1982 gründeten 15 Brieftaubenliebhaber die beiden Vereine „Grenzlandbote“ und „Treu zur Heimat“ der Einsatzstelle Mitterfirmiansreut.
- Am 13. August 1984 war die Gründungsversammlung des Tennis-Clubs Mitterdorf e.V.
- Am 5. April 1994 entstand im Hotel Sportalm die Theatergruppe „Firmianbühne e. V.“.